# Bruno Kiefer
Bruno Kiefer (Baden-Baden, Alemanha, 9 de abril de 1923 — Porto Alegre, Brasil, 27 de março de 1987) foi um compositor, musicólogo e professor brasileiro ativo no Rio Grande do Sul.

## Biografia
Emigrou para o Brasil aos 11 anos de idade, junto com a família, fugindo do nazismo, indo fixar-se em Santa Catarina e, logo após, em Porto Alegre. Ali estudou música no Instituto de Belas-Artes, sendo aluno de Ênio de Freitas e Castro e de Julio Oscar Grau, e posteriormente lecionou na mesma escola as disciplinas de História da Música, História da Música Brasileira (disciplina criada por ele), História e Teoria dos Instrumentos, Apreciação Musical e Teoria do Som.
Foi também compositor, musicólogo e crítico musical. Sua produção musical abrange cerca de 150 obras, e seus escritos incluem vários títulos de musicologia. Recebeu menção honrosa nos concursos de composição da Rádio MEC, da FUNARTE e da Sociedade Brasileira de Música Contemporânea.
Fundou o Seminário Livre de Música de Porto Alegre em 1966, e ocupou importantes cargos na Universidade Federal do Rio Grande do Sul, sendo um dos criadores do Curso de Pós-Graduação em Música e, no governo estadual, como membro do Conselho Estadual de Cultura. Também deu aulas da Universidade Federal de Santa Maria.
A Casa de Cultura Mario Quintana tem um teatro com seu nome, o Teatro Bruno Kiefer.

## Obras
Algumas composições
- Música de câmara
  - Saudade (clarinete e piano)
  - Canção da chuva e do vento (coro infantil)
  - Interrogações (tuba e piano)
  - Aleluia (coro a cappella)
- Para piano[4]
  - Colóquio
  - Sonata I
  - Lamentos da Terra
  - Duas peças sérias
  - Tríptico
  - Sonata II
  - Seis pequenos quadros
  - Toccata
  - Ares de moleque
  - Em poucas notas
  - Alternâncias
  - Poema para ti

CDs
- Colóquio
- Bruno Kiefer - E a vida continua, com Cristina Capparelli ao piano
- Poemas da Terra

Obras literárias
- História da Música Brasileira, [5]
- História e Significado das Formas Musicais
- Elementos da Linguagem Musical
- Música e Dança Popular
- Villa Lobos e o Modernismo na Música Brasileira
- A Modinha e o Lundu

## Prêmios e indicações

### Prêmio Açorianos
| Ano  | Categoria     | Indicação                           | Resultado |
| ---- | ------------- | ----------------------------------- | --------- |
| 2000 | Disco Erudito | Sons Perdidos (com Márcio de Souza) | Indicado  |
| 2005 | Disco Erudito | Colóquio                            | Indicado  |